# Spandauer Vereinssynagoge

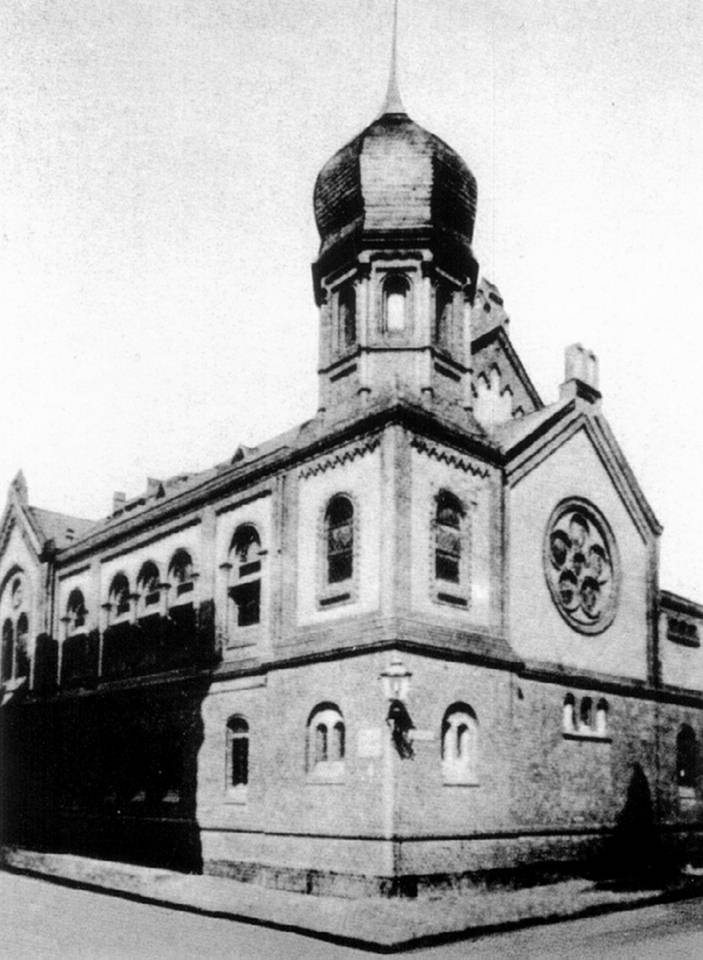
Spandauer Vereinssynagoge um 1900

Die Spandauer Vereinssynagoge befand sich im Berliner Bezirk Spandau an der Ecke Lindenufer und Kammerstraße. Sie wurde 1895 eingeweiht und 1938 durch die Nationalsozialisten zerstört.

## Bau der Synagoge
Die Jüdische Gemeinschaft in Spandau gehörte bis gegen Ende des 19. Jahrhunderts zu den Gemeinden in Nauen und Kremmen. Ein eigenes Gotteshaus besaßen die Spandauer nicht, sondern hielten ihre Gottesdienste in angemieteten Räumen ab. 1894 strebten die Spandauer Juden nach Selbstständigkeit und initiierten auch den Bau einer Synagoge. Besonders engagiert war der Gemeindevorsteher Selig Sternberg.
Ein Baugrundstück wurde am Lindenufer 12 Ecke Kammerstraße erworben. 1894 bis 1895 wurde die Synagoge nach Entwürfen von Cremer & Wolffenstein errichtet. Da das Grundstück von zwei Seiten eingebaut war, konnte nur eine Ost- und eine Südfassade entwickelt werden. Auf der Grundfläche von nur etwa 300 Quadratmetern entstand das zweigeschossige Gotteshaus, das knapp 300 Mitgliedern Platz bot. An der Straßenecke krönte ein achteckiger Turm das Gebäude. Stilistisch war der Bau dem Historismus mit romanischen Elementen zuzurechnen. Am 15. September 1895 wurde die Synagoge im Beisein des Spandauer Oberbürgermeisters Friedrich Koeltze sowie weiterer Honoratioren Spandaus eingeweiht.

## Zerstörung
Während der Novemberpogrome vom 9. auf den 10. November 1938 wurde auch die Spandauer Vereinssynagoge durch Brandstiftung zerstört. Der letzte Spandauer Rabbiner war von 1916 bis 1938 Arthur Löwenstamm. Er ging mit dem Gemeindevorsteher Louis Salomon in der Nacht zur Synagoge und in die Breite Straße, wo sie angegriffen und niedergeschlagen wurden. Am nächsten Tag gelang es Salomon zusammen mit dem Syngagogendiener Hermann Blumenthal, einige Torarollen aus der Synagoge zu retten. Rabbiner Arthur Löwenstamm schreibt in seinen Erinnerungen, dass am 10. und 11. November Katholiken zu ihm gekommen seien und ihm Stücke von zerrissenen Thorarollen gebracht hätten, „weil sie, mit Recht, glaubten, dass ich daran als einem heiligen Gegenstand interessiert sein würde. Sie erzählten mir auch, dass die Nazis ihnen geraten haben, sich die Bänke der verbrannten Synagoge anzueignen und als Brennholz zu verwenden. Diese nichtjüdischen Menschen wollten sich aber an Dingen eines Gotteshauses nicht vergreifen und sie nicht entweihen.“ Der Rabbiner ließ die Stücke der Thorarolle auf dem Friedhof vergraben. Arthur Löwenstamm wurde am 11. November 1938 verhaftet und ins KZ Sachsenhausen gebracht, wo er bis März 1939 blieb und dann nach Großbritannien emigrierte. Die Ruine der Synagoge wurde wahrscheinlich 1942 abgetragen.

## Mahnmal

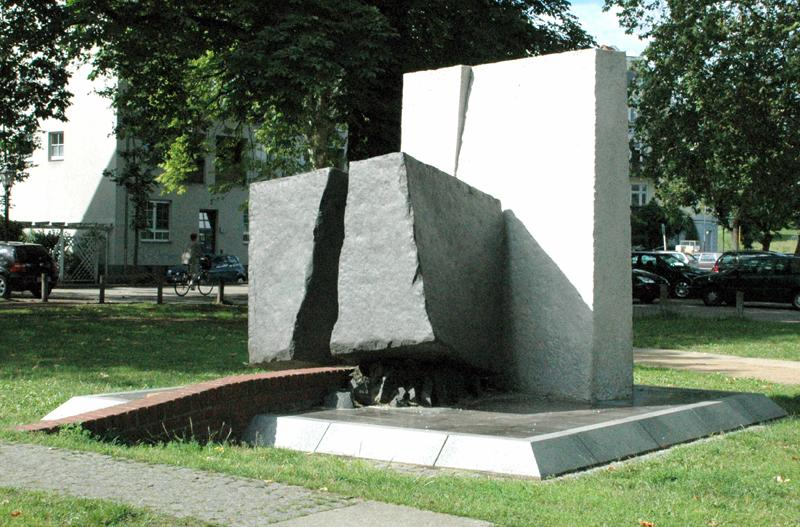
Mahnmal Lindenufer

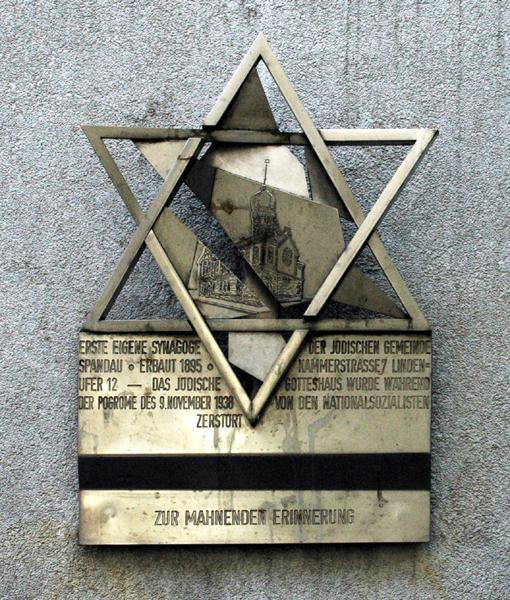
Gedenktafel in der Kammerstraße

Im Jahr 1988 führte das Bezirksamt Spandau einen Wettbewerb zur Gestaltung eines Mahnmales durch, das an die Leiden der Spandauer Bürger jüdischen Glaubens während der Terrorherrschaft der Nationalsozialisten erinnern sollte. Als Standort war der Grünzug am Lindenufer in Höhe des Standortes der ehemaligen Synagoge vorgesehen. Den Wettbewerb gewannen Ruth Golan und Kay Zareh, nach deren Entwurf das Mahnmal dann auch realisiert wurde.
Das Mahnmal symbolisiert die Synagoge in Form von Baukörper und Turm, die durch die Wucht der Gewalt umgerissen wurden und nun hintereinander liegen. Im Inneren des gespaltenen Turmes leuchtet ein ewiges Licht als Zeichen des Gedenkens an die Toten.
Im Jahr 2012 wurde das Mahnmal um eine Mauer aus Ziegelsteinen erweitert, auf denen die Namen der deportierten und ermordeten Spandauer Juden verzeichnet sind, wiederum nach Plänen von Ruth Golan und Kay Zareh.